# Skint Records
Skint Records es una compañía discográfica de música dance con sede en Brighton & Hove propiedad de JC Reid, Tim Jeffery y Damian Harris. Fue creado como un subsello de Loaded Records, también fundado por Reid y Jeffery. Junto con Wall of Sound, el sello fue líder en la escena musical big beat de mediados a finales de la década de 1990.
La lista del sello en ese momento incluía a los líderes de la escena big beat Fatboy Slim, Hardknox, Indian Ropeman, Freq Nasty y X-Press 2. Hacia fines de la década de 1990 y principios del siglo XXI, el sello amplió su gama de lanzamientos para incluir más canciones basadas en house. El ejemplo más destacado fue «Lazy» de X-Press 2, que se ubicó en el número 2 en la lista de sencillos del Reino Unido. También hubo lanzamientos del artista de música electrónica Dave Clarke, así como de artistas tan diversos como Lucky Jim, Freq Nasty, FC Kahuna, Bentley Rhythm Ace, REQ y Ralfe Band. Una banda pilar del sello ha sido Lo-Fidelity Allstars, quienes han cambiado y diversificado su estilo junto con el sello.
Skint fue el principal patrocinador de la equipación del Brighton & Hove Albion Football Club durante nueve años hasta que la relación terminó en 2008, uno de los acuerdos de patrocinio de la liga de fútbol más largos. El nombre de Skint no aparece de forma uniforme en todos los uniformes del Brighton, ya que a lo largo del tiempo muestra algunas variaciones en el logotipo e incluso el reemplazo completo del nombre de la empresa con Palookaville en uno de los diseños de camisetas.
Skint también tiene un sello secundario para lanzamientos más clandestinos llamado «Under 5's», que originalmente se desarrolló entre 1997 y 2001, pero se relanzó como un sello solo digital en 2009 para presentar nuevos artistas como Linton Brown, Kinzy y Rory Hoy.
En 2002, Skint lanzó un álbum recopilatorio, We Are Skint, con temas de los artistas del sello. De 1996 a 1998, Skint lanzó una serie de álbumes, Brassic Beats, que también contenían canciones del sello, pero todas las canciones eran nuevas, por lo que no se trataba de una serie de álbumes recopilatorios.
Skint Records tuvo un álbum número uno en el Reino Unido, You've Come a Long Way, Baby (1998) de Fatboy Slim, y también se encargó de promover una escena de «big beat inteligente» iniciada por álbumes como One de REQ y How to Operate with a Blown Mind de Lo-Fidelity Allstars.
En abril de 2014, BMG Rights Management adquirió Skint Records. Antes de la adquisición de BMG, Sony Music Entertainment distribuía Skint Records a nivel internacional.
El catálogo de Fatboy Slim es propiedad de Skint y BMG a nivel internacional, excepto en los Estados Unidos y Canadá, donde es propiedad de Universal Music Group bajo el sello Astralwerks.